# Sint-Judocuskerk (Landshut)
De Sint-Judocuskerk (Duits: Jodokskirche) is na de Sint-Martinuskerk de oudste kerk van de Beierse stad Landshut. De kerk werd in opdracht van hertog Hendrik XIV gebouwd voor het in 1338 nieuw gestichte stadsdeel Freyung.

## Locatie
Het kerkgebouw bevindt zich in het in 1338 gestichte stadsdeel Freyung aan het gelijknamige plein (Freyung 629, 84028 Landshut).

## Geschiedenis
De kerk is voornamelijk gotisch van stijl met enkele neogotische uitbreidingen (o.a. doopkapel). Vanaf 1338 werd met de bouw van de kerk begonnen. In 1369 werd de Judocuskerk als parochiekerk in gebruik genomen. De kerk was echter nog niet geheel voltooid toen een brand het gebouw volledig verwoestte. Nog tijdens de herbouw van de kerk besloot men eveneens tot de uitbreiding met zijkapellen (1435-1450). De kerk werd volledig voltooid in het jaar 1480. In het midden van de 19e eeuw werden niet alleen de huidige doopkapel en de tegenoverliggende sacristie in neogotische stijl aangebouwd, maar werd ook de hele inrichting vervangen.
In de jaren 1986 en 1997 werd de kerk grondig gerenoveerd.

## Interieur[1]
- Van de gotische en laatgotische periode is niet veel bewaard gebleven. Vermeldenswaard is het zuidelijke zijportaal uit 1460 met de zeven werken van barmhartigheid. De fresco's van de zijkapellen stammen uit dezelfde tijd waaronder een voorstelling van de Tien Geboden. Van hoge artistieke waarde is, vanwege de buitengewoon warme uitstraling van de Maagd, een beeld van Maria met Kind (1490). Van de vele grafstenen zijn vooral die van Heinrich von Staudach (1483) in de crypte en dat van Peter von Altenhaus (1513) onder de galerij bezienswaardig. Het grote doopvont uit 1520 vond een plaats in de later gebouwde doopkapel.
- Uit de periode van de barok bleven bewaard: de orgelgalerij (1611), het beeld van Judokus (1658), een kruisigingsgroep van het barokke kruisaltaar (1700-1770) en het kerkgestoelte.
- Het kerkgebouw werd tussen 1840 en 1890 geheel in de stijl van de neogotiek heringericht en heeft daarvan een rijke erfenis: het hoogaltaar met de patroonheilige van de kerk Judocus en de stadspatroon Sint-Sebastiaan (1863), de kansel (1865), het westelijke orgel (1890, vernieuwd in 1966) en de zeer waardevolle neogotische vensters in de zijkapellen.

## Klokken
De barokke klokken werden in 1917 in beslag genomen en omgesmolten. Drie 15e-eeuwse klokken bleven hangen en maken tegenwoordig nog deel uit van het geluid. In 1919 werden de barokke klokken vervangen, die vervolgens in 1942 ook ter omsmelting moesten worden afgeleverd. Ter gelegenheid van het 650-jarige jubileum kreeg de kerk in 1988 ter aanvulling nieuwe klokken.

## Afmetingen
- Lengte kerk: 69 meter
- Lengte schip: 37 meter
- Breedte schip: 31 meter
- Hoogte schip 17,5 meter
- Hoogte kerktoren: 77 meter

## Kerkpatroon
Het godshuis draagt het patrocinium van de heilige Judocus, die in de 7e eeuw in Bretagne werd geboren en later in Picardië werkte. Na diens dood kwamen de beenderen van Judocus eerst in Engeland terecht, maar keerden vanaf 977 weer terug naar Josse sur Mer. Daar had Judocus in het jaar 665 een kluis opgericht, dat later uitgroeide tot een Benedictijnse abdij. Hendrik XIV die de kerk stichtte bezat een relikwie van de heilige, die hij van Lodewijk van Beieren zou hebben gekregen. Op diens wens liet hij de kerk aan Sint-Judocus wijden.

## Afbeeldingen

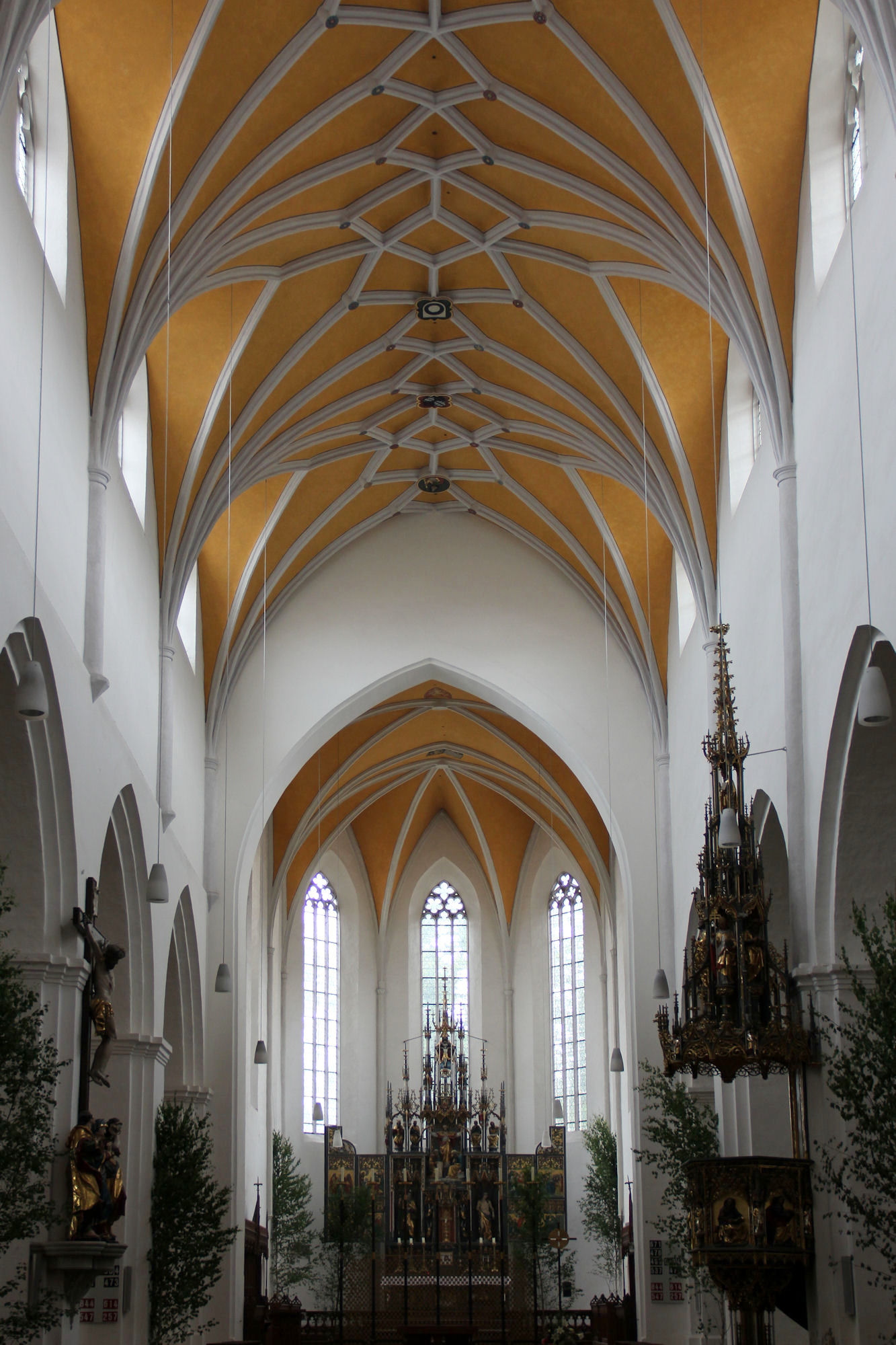
Interieur
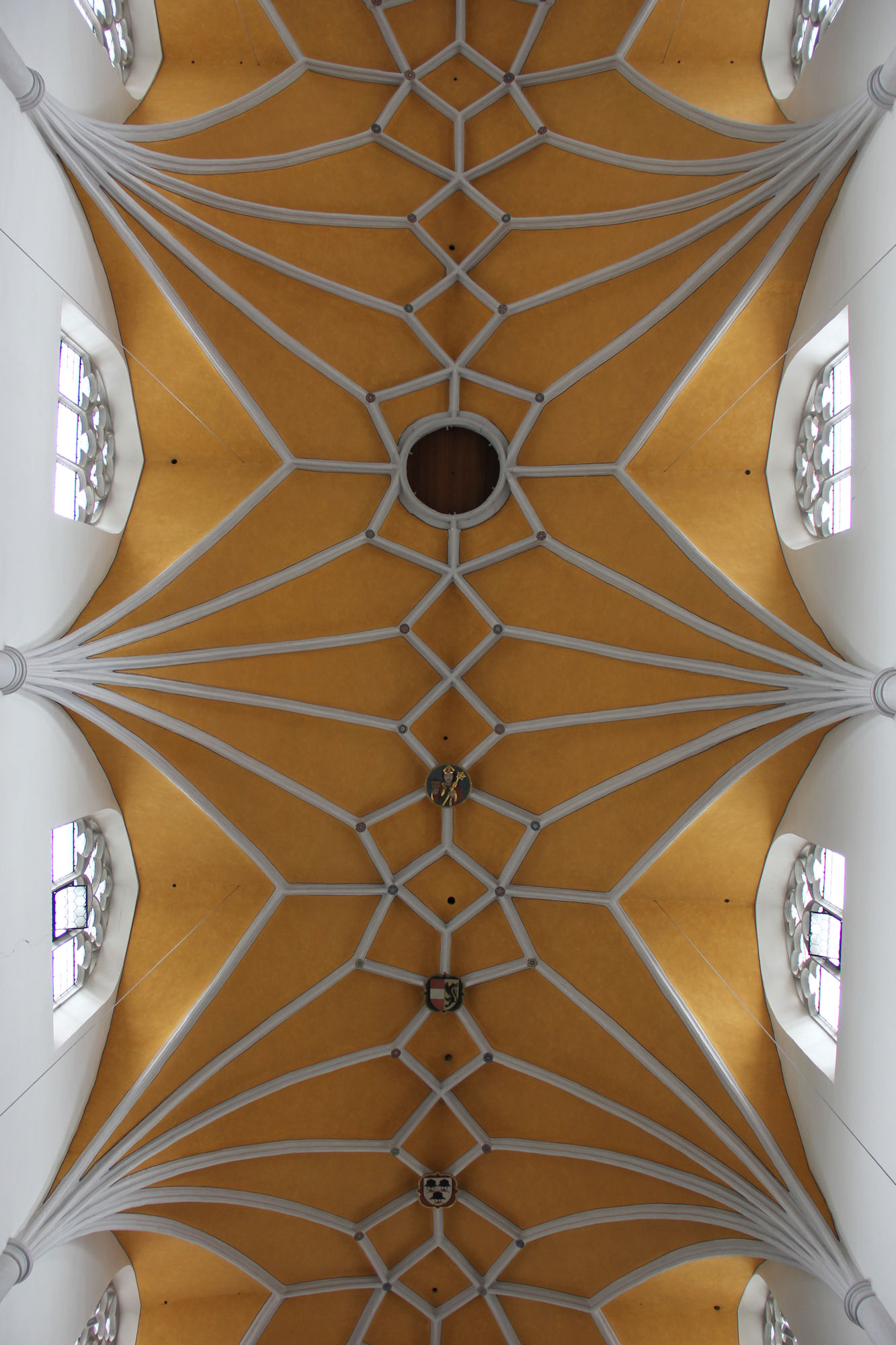
Gewelven
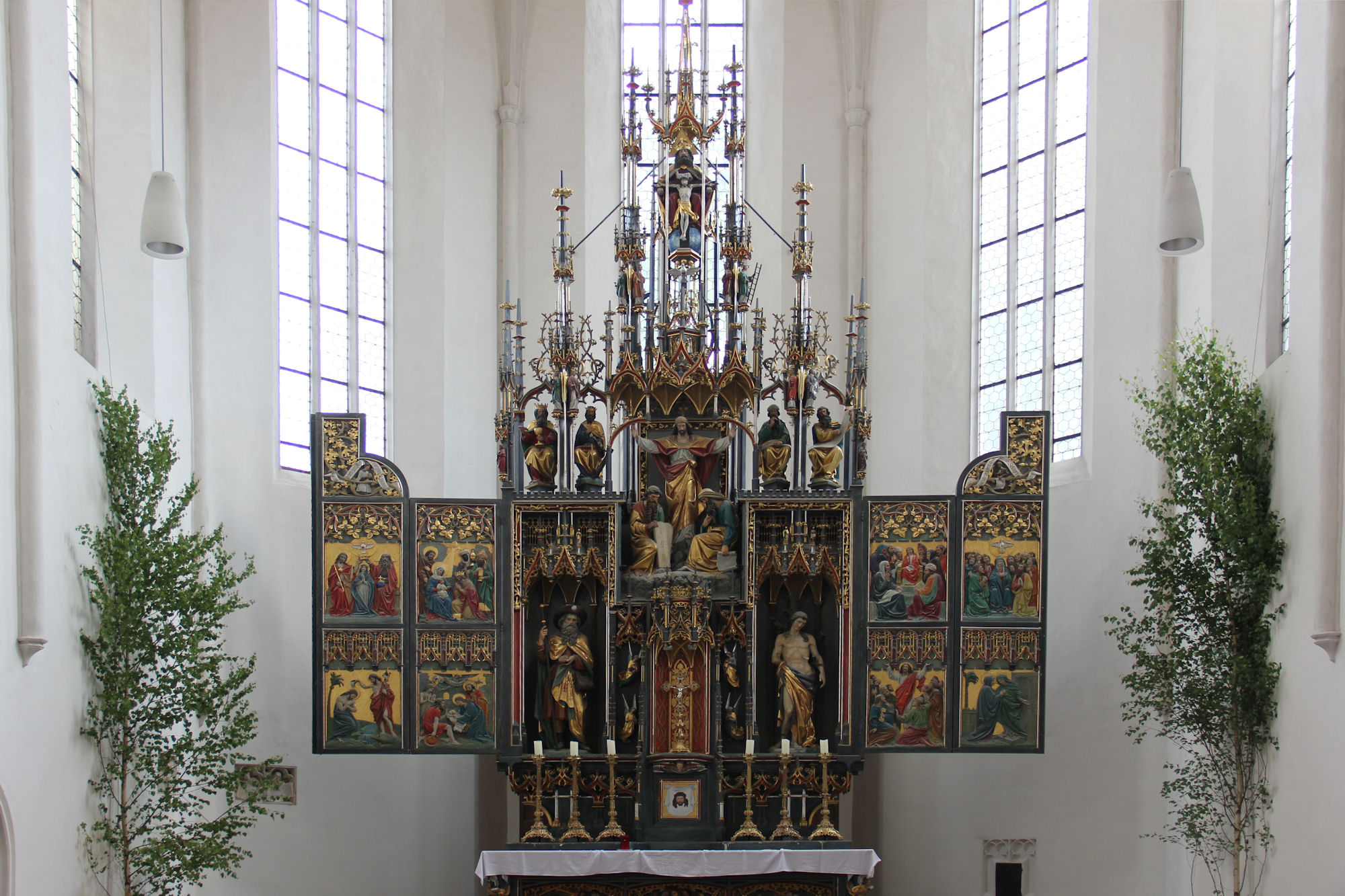
Neogotisch hoogaltaar
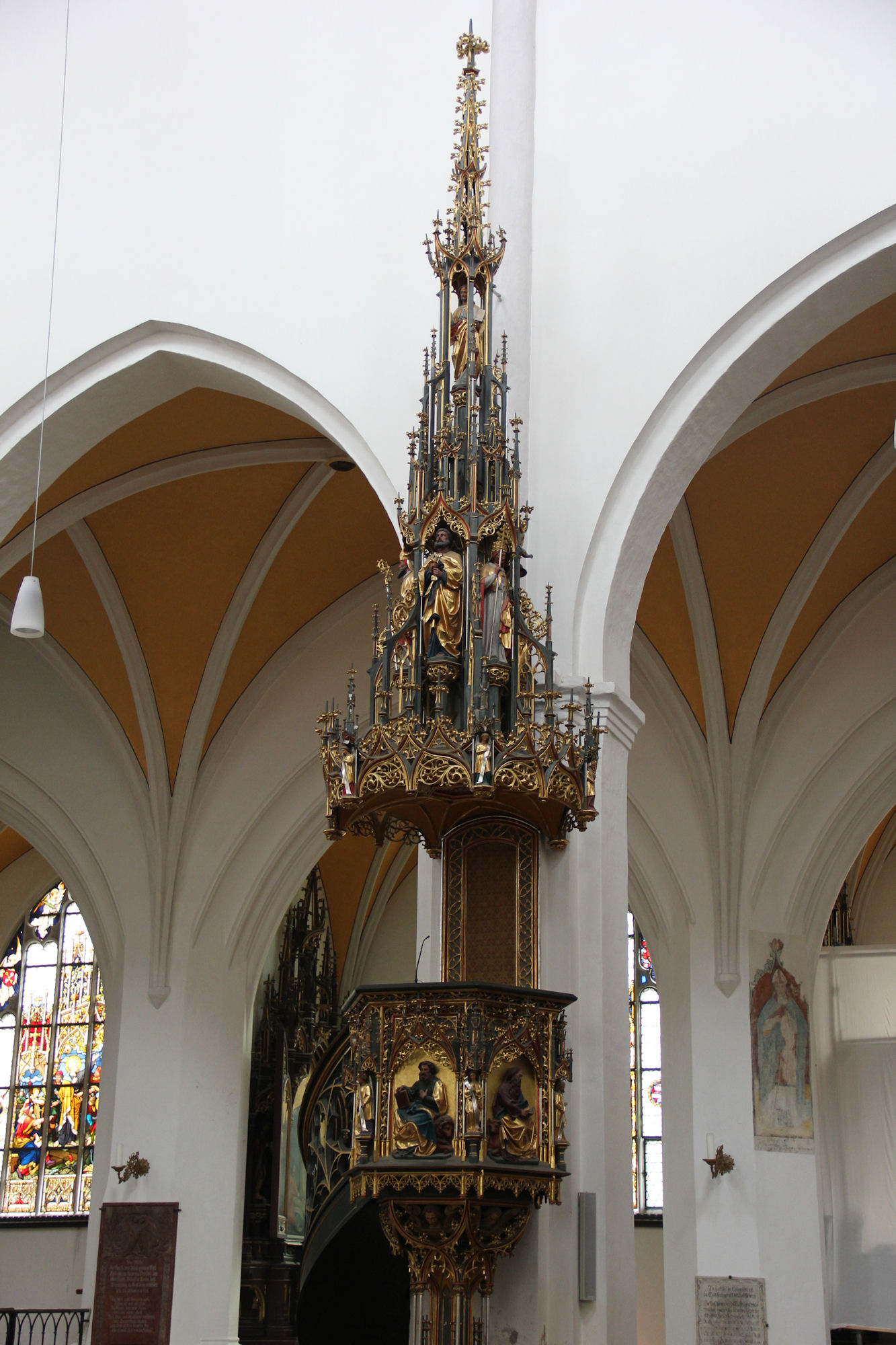
Preekstoel
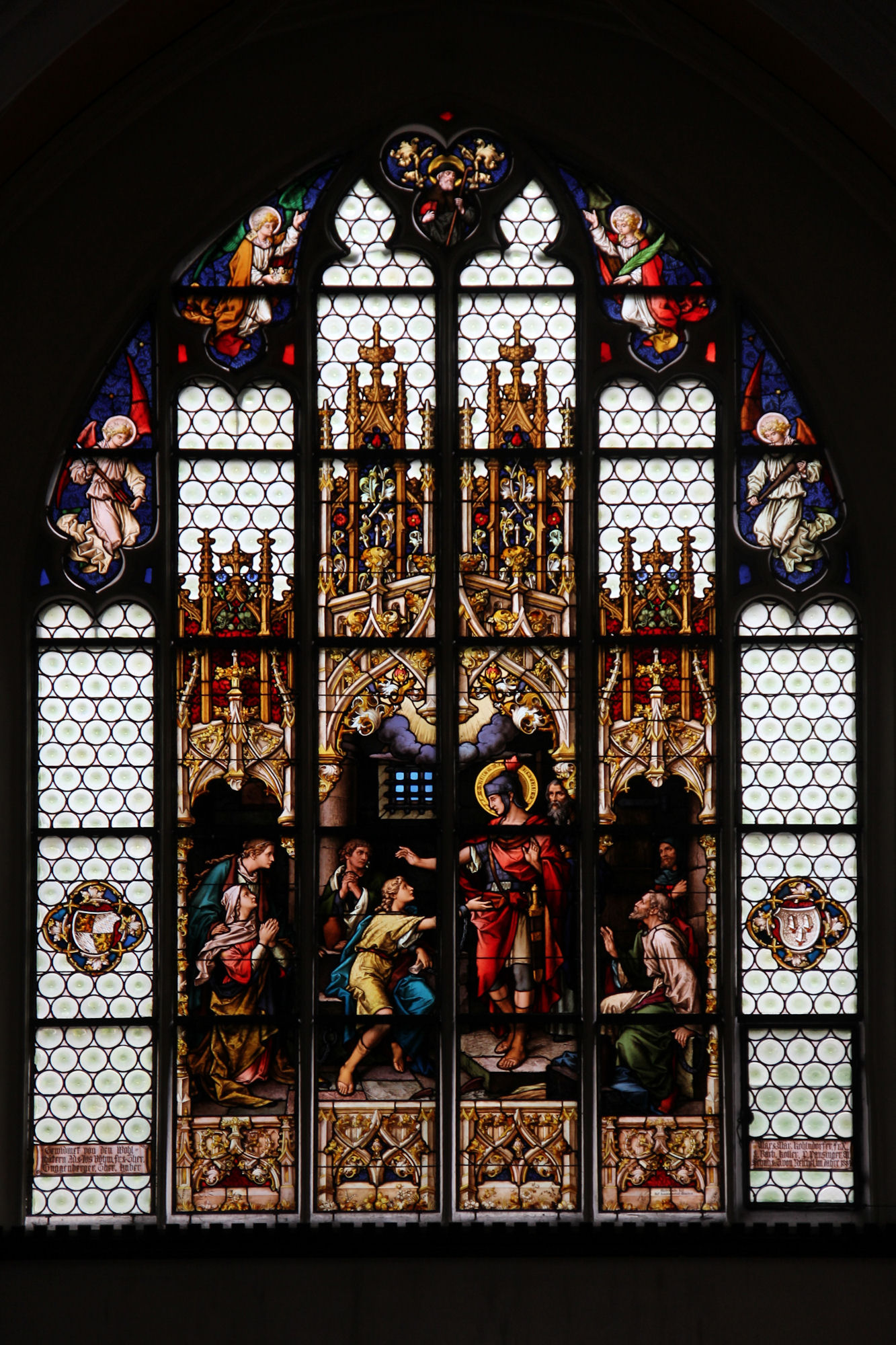
Gebrandschilderd raam